# Majd Eddin Ghazal
Majd Eddin Ghazal (Damask, 21. travnja 1987.) sirijski je skakač u vis, trostruki azijski dvoranski doprvak i stjegonoša Sirije na svečanosti otvaranja Olimpijskih igara 2016. u Rio de Janeiru.
Vlasnik je sirijskog državnog rekorda u muškom skoku u vis (2,36 metar).

## Životopis
Rođeni Damaščanin prvonastup u seniorskoj konkurenciji ostvaruje na Arapskom prvenstvu u jordanskom Amanu 2007. godine, gdje osvaja brončano odličje. Kasnije te godine u jordanskom gradu bilo je održano i Azijsko prvenstvo. Na najjačem kontinentalnom natjecanju plasirao se u završnicu, ali je preskočenih 2,10 metara bilo dovoljno tek za 14. mjesto (od njih 16). Godinu je završio osvajanjem bronce na Panarapskim igrama u Kairu.